# Klasyfikacja języków indoeuropejskich
Klasyfikacja języków indoeuropejskich – podział indoeuropejskiej rodziny językowej oparty na pokrewieństwie filogenetycznym.

## Główne gałęzie językowe

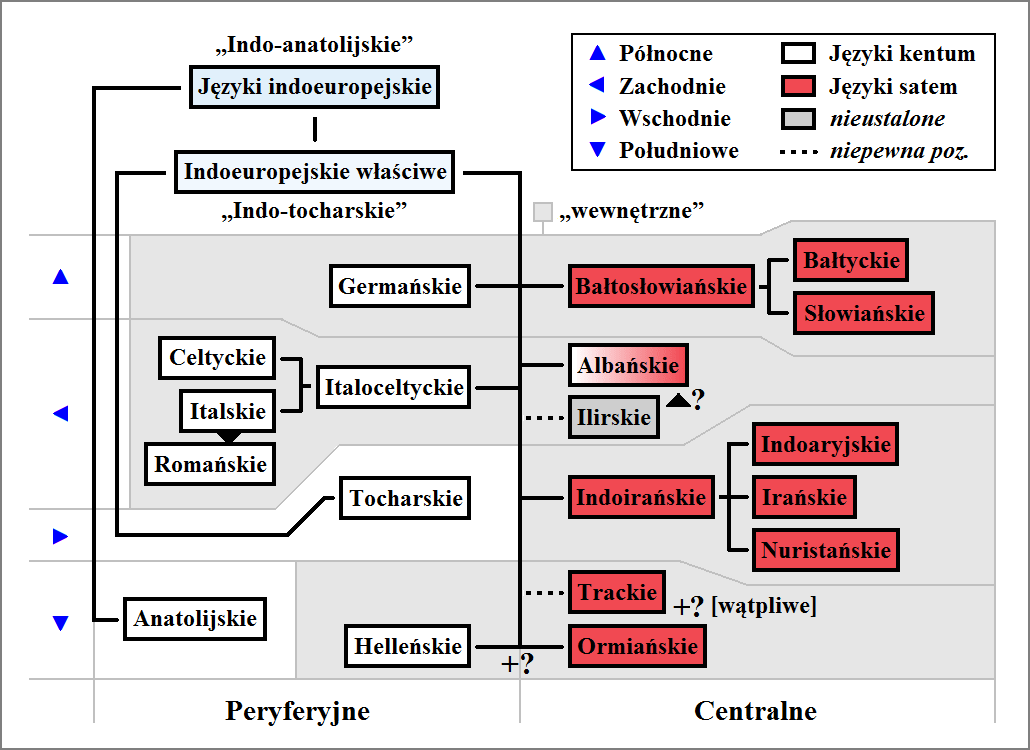
Schemat głównych gałęzi języków indoeuropejskich – ich pokrewieństwo filogenetyczne, historyczny podział geograficzny oraz fonetyczny podział kentum–satem

W literaturze z XXI w. wyróżniane są następujące główne gałęzie języków indoeuropejskich – grupy i podrodziny:
- albańska;
- anatolijska†[a];
- bałtosłowiańska – podrodzina, którą stanowią dwie grupy,
  - bałtycka,
  - słowiańska;
- celtycka;
- germańska;
- helleńska (lub grecka[3][b]);
- indoirańska – podrodzina, którą stanowią trzy grupy,
  - indoaryjska,
  - irańska,
  - nuristańska;
- italska(†)[c] wraz z kontynuującą ją współcześnie romańską;
- ormiańska;
- tocharska†.

Istnieją jednak znaczne różnice w klasyfikacjach poszczególnych grup oraz w szacowanej liczbie języków rodziny indoeuropejskiej – czego główną przyczyną jest niemożność ustalenia precyzyjnych kryteriów pozwalających jednoznacznie stwierdzić, czy dana mowa jest językiem odrębnym, czy tylko jakąś odmianą (np. dialektem) innego. Dodatkowo na owe liczby wpływa ewentualne ignorowanie (w rozmaitym zakresie) języków martwych oraz różne traktowanie makrojęzyków i języków kreolskich. Zauważalna jest tendencja do uznawania za pełnoprawne języki coraz większej liczby etnolektów – stąd tak duże różnice w danych liczbowych pomiędzy publikacjami z różnych okresów.
W niniejszym artykule zostały przedstawione dwie odrębne szczegółowe klasyfikacje:
- Merritta Ruhlena z 1991 r., opublikowana w A Guide to the World's Languages[7];
- Ethnologue z 2022 r., opublikowana w 25. wydaniu Languages of the World[2].

W obu przypadkach zachowano oryginalne nazwy poszczególnych jednostek językowych. Kursywą w nawiasach podano synonimy, pod którymi dana gałąź bądź język są również znane.
| - Szczegółowe drzewo języków rodziny (duży rozmiar) - Zasięg geograficzny języków indoeuropejskich jako języków ojczystych |

## Klasyfikacja Merritta Ruhlena
Merritt Ruhlen w swojej książkowej klasyfikacji z 1991 r. wyróżnia 180 języków rodziny, którą określa jako indo-hetycka. Podstawowym podziałem w jego publikacji jest podział na języki anatolijskie oraz języki indoeuropejskie właściwe, do których należą wszystkie pozostałe grupy językowe.

### I.Języki anatolijskie†
- → Język hetycki†
- → Język palajski†
- → Język lidyjski†
- Języki luwijskie† → Język luwijski† | Język licyjski†

II.-X. Języki indoeuropejskie (właściwe)

### II.Języki albańskie
- → Język albański

| - Rozmieszczenie starożytnych języków anatolijskich na terenach dzisiejszej Turcji • • • lidyjski karyjski sydetyjski licyjski palajski hetycki luwijski pizydyjski - Rozmieszczenie etnolektów albańskich |

### III.Języki bałtosłowiańskie

#### III.1.Języki bałtyckie
- Języki zachodniobałtyckie† → Język staropruski† (pruski)
- Języki wschodniobałtyckie → Język łotewski | Język litewski

#### III.2.Języki słowiańskie
- Języki wschodniosłowiańskie
  - Języki północno-wschodnioslowiańskie → Język rosyjski | Język białoruski
  - Języki południowo-wschodniosłowiańskie → Język ukraiński
- Języki zachodniosłowiańskie
  - Języki północno-zachodniosłowiańskie (lechickie) → Język polski | Język kaszubski | Język połabski†
  - Języki środkowo-zachodniosłowiańskie (łużyckie) → Język górnołużycki | Język dolnołużycki
  - Języki południowo-zachodniosłowiańskie (czesko-słowackie) → Język czeski | Język słowacki
- Języki południowosłowiańskie
  - → Język staro-cerkiewno-słowiański†
  - Języki zachodnio-południowosłowiańskie → Język słoweński | Język serbsko-chorwacki
  - Języki wschodnio-południowosłowiańskie → Język macedoński | Język bułgarski

| - Rozmieszczenie współczesnych i dawnych języków bałtyckich - Rozmieszczenie języków słowiańskich w Europie |

### IV.Języki celtyckie
- Języki celtyckie kontynentalne† → Język galijski†
- Języki celtyckie wyspiarskie
  - Języki goidelskie → Język irlandzki | Język szkocki (gaelicki) | Język manx†
  - Języki brytańskie → Język bretoński | Język walijski | Język kornijski†

### V.Języki germańskie
- Języki wschodniogermańskie† → Język gocki† | Język wandalski† | Język burgundzki†
- Języki północnogermańskie
  - → Język runiczny†
  - Języki wschodnio-północnogermańskie → Język duński | Język szwedzki
  - Języki zachodnio-północnogermańskie → Język norweski | Język islandzki | Język farerski
- Języki zachodniogermańskie
  - Języki zachodniogermańskie kontynentalne
    - Języki zachodniogermańskie wschodniokontynentalne → Język niemiecki | Język jidysz | Język luksemburski
    - Języki zachodniogermańskie zachodniokontynentalne → Język niderlandzki | Język afrikaans

  - Języki Morza Północnego (anglofryzyjskie) → Język fryzyjski | Język angielski

| - Rozmieszczenie współczesnych języków celtyckich • • • irlandzki szkocki manx walijski kornijski bretoński - Rozmieszczenie języków germańskich w Europie • • • scots angielski fryzyjski niderlandzki dolnoniemiecki niemiecki islandzki farerski norweski duński szwedzki |

### VI.Języki greckie(helleńskie)
- → Język grecki klasyczny†
- → Język grecki (nowogrecki)
- → Język cakoński

### VII.Języki indoirańskie

#### VII.1.Języki indyjskie(indoaryjskie)
- → Język sanskrycki(†)
- Języki romskie → Język romski
- Języki syngalesko-malediwskie → Język malediwski | Język syngaleski | Język wedda
- Języki północnoindyjskie
  - Języki dardyjskie
    - Języki środkowodardyjskie → Język baszkarik | Język maiya (kohistański induski) | Język tirahi | Język torwali | Język wotapuri
    - Języki Czitralu → Język kalasza | Język khowar
    - Języki kunar → Język dameli | Język gawar-bati | Język szumaszti | Język nangalami | Język paszai
    - Języki szina → Język dumaki (domaaki) | Język phalura (palula) | Język szina | Język kaszmirski

  - Języki zachodnio-północnoindyjskie
    - Języki zachodnio-północnoindyjskie południowe → Język marathi | Język konkani
    - Języki zachodnio-północnoindyjskie północnozachodnie → Język sindhi | Język lahnda

  - Języki środkowo-północnoindyjskie → Język parija | Język baludź | Język pendżabski | Język marwari | Język bandźari | Język malwi | Język lohar Gade | Język gudźarati | Język bhili | Język khandesi | Język hindi | Język urdu | Język dogri | Język pahari (zachodni) | Język garhwali | Język kumauni
  - Języki wschodnio-środkowo-północnoindyjskie
    - → Język nepalski
    - → Język awadhi
    - Języki bihari → Język bhodźpuri | Język maithili | Język magadhi

  - Języki wschodnio-północnoindyjskie
    - → Język orija
    - Języki bengalsko-asamskie → Język bengalski | Język asamski

| - Rozmieszczenie etnolektów helleńskich w Grecji i na Cyprze z uwzględnionym podziałem dialektalnym języka nowogreckiego - Rozmieszczenie wybranych języków indoaryjskich |

#### VII.2.Języki irańskie
- Języki wschodnioirańskie
  - Języki północno-wschodnioirańskie
    - Języki zachodnioscytyjskie → Język scytyjski† | Język osetyjski
    - Języki chorezmijskie† → Język awestyjski† | Język chorezmijski†
    - Języki sogdyjskie → Język sogdyjski† | Język jagnobijski
    - Języki baktryjskie → Język baktryjski†
    - Języki wschodnioscytyjskie
      - → Język saka†
      - → Język paszto
      - Języki pamirskie
        - Języki wachańskie → Język wachański
        - Języki yidgha-mundżi → Język mundżański | Język yidgański
        - Języki sangleczi-iszkaszmi → Język sangleczi | Język iszkaszmi
        - Języki szugni-jazgulami → Język szugnański | Język jazgulamski

  - Języki południowo-wschodnioirańskie → Język paraczi | Język ormuri
- Języki zachodnioirańskie
  - Języki północno-zachodnioirańskie
    - → Język medyjski†
    - → Język partyjski†
    - Języki środkowoirańskie → Język yazdi | Język nayini | Język natanzi | Język soi | Język khunsari | Język gazi | Język sivandi | Język vafsi
    - Języki semnani → Język semnani | Język sangisari
    - Języki kaspijskie → Język giliański | Język mazanderański
    - Języki tałyskie → Język tałyski | Język harzani
    - Języki zaza-gorani → Język zazaki | Język gurani (gorani)
    - Języki beludżi → Język beludżi | Język baszkardi
    - Języki kurdyjskie → Język kurmandżi | Język kurdyjski | Język kermanszahi (południowokurdyjski)

  - Języki południowo-zachodnioirańskie
    - Języki perskie → Język staroperski† | Język perski | Język tadżycki
    - Języki tackie → Język tacki
    - Języki fars → Język fars | Język lari
    - Języki luri → Język luri | Język kumzari

#### VII.3.Języki nuristańskie
- → Język aszkun
- → Język kalasza-ala
- → Język kati
- → Język tregami
- → Język wasi-weri

| - Mapa wybranych języków grupy irańskiej - Rozmieszczenie gałęzi języków nuristańskich |

### VIII.Języki italskie(†)
- Języki oskijsko-umbryjskie† → Język oskijski† | Język umbryjski† | Język sabelski†
- Języki latynofaliskie(†)
  - → Język faliski†
  - → Język łaciński(†)
  - Języki romańskie
    - Języki sardyńskie → Język sardyński
    - Języki romańskie kontynentalne
      - Języki wschodnioromańskie
        - Języki północno-wschodnioromańskie → Język rumuński | Język istrorumuński
        - Języki południowo-wschodnioromańskie → Język meglenorumuński | Język arumuński

      - Języki zachodnioromańskie
        - Języki italoromańskie
          - Języki dalmatyńskie† → Język dalmatyński†
          - Języki włoskie → Język włoski

        - Języki retoromańskie → Język friulski | Język ladyński | Język romansz
        - Języki gallo-ibero-romańskie
          - Języki galloromańskie
            - Języki galloromańskie północne → Język franko-prowansalski | Język francuski
            - Języki galloromańskie południowe → Język prowansalski (oksytański)

          - Języki iberoromańskie
            - Języki iberoromańskie północne
              - Języki iberoromańskie wschodnio-północne → Język kataloński
              - Języki iberoromańskie środkowo-północne → Język hiszpański
              - Języki iberoromańskie zachodnio-północne → Język galicyjski | Język portugalski

            - Języki iberoromańskie południowe† → Język mozarabski†

| - Rozmieszczenie starożytnych języków italskich na terenach dzisiejszych Włoch • • • umbryjski południowopiceński sabiński faliskijski łacina dial. środkowoitalskie wolski oskijski sykulski (potencjalnie italski) - Rozmieszczenie głównych języków romańskich w Europie |

### IX.Języki ormiańskie
- → Język ormiański klasyczny(†) (grabar)
- → Język ormiański

### X.Języki tocharskie†
- → Język tocharski A†
- → Język tocharski B†

| - Rozmieszczenie gałęzi języków ormiańskich - Rozmieszczenie dawnych języków tocharskich w Kotlinie Kaszgarskiej |

## KlasyfikacjaEthnologue
W klasyfikacji Ethnologue z 2022 r. wyróżnianych jest 448 języków indoeuropejskich. Nie uwzględnia ona jednak w ogóle wymarłych języków anatolijskich† i tocharskich†.

### I.Języki albańskie
- Języki gegijskie → Język gegijski
- Języki toskijskie → Język arbaryjski | Język arwanicki | Język toskijski

### II.Języki bałtosłowiańskie

#### II.1.Języki bałtyckie
- Języki wschodniobałtyckie → Język łatgalski | Język łotewski | Język litewski | Język żmudzki
- Języki zachodniobałtyckie → Język pruski†

#### II.2.Języki słowiańskie
- Języki wschodniosłowiańskie → Język białoruski | Język rosyjski | Język ruteński | Język rusiński | Język ukraiński
- Języki południowosłowiańskie
  - Języki wschodnio-południowosłowiańskie → Język bułgarski | Język macedoński | Język staro-cerkiewno-słowiański†
  - Języki zachodnio-południowosłowiańskie → Język bośniacki | Język czakawski | Język chorwacki | Język czarnogórski | Język serbski | Język molizańsko-chorwacki | Język słoweński
- Języki zachodniosłowiańskie
  - Języki czesko-słowackie → Język czeski | Język słowacki
  - Języki lechickie → Język kaszubski | Język polski | Język śląski
  - Języki łużyckie → Język dolnołużycki | Język górnołużycki

### III.Języki celtyckie
- Języki celtyckie wyspiarskie
  - Języki brytańskie → Język bretoński | Język kornijski | Język walijski
  - Języki goidelskie → Język irlandzki | Język manx | Język szkocki (gaelicki)

### IV.Języki germańskie
- Języki północnogermańskie
  - Języki wschodnioskandynawskie (wschodnio-północnogermańskie)
    - → Język elfdalski
    - Języki duńsko-szwedzkie
      - Języki duńskie-bokmal → Język norweski
      - Języki duńskie-riksmal
        - Języki duńskie → Język duński

      - Języki szwedzkie → Język szwedzki

  - Języki zachodnioskandynawskie (zachodnio-północnogermańskie) → Język farerski | Język islandzki
- Języki zachodniogermańskie
  - Języki angielskie → Język angielski | Język scots
  - Języki fryzyjskie → Język fryzyjski | Język północnofryzyjski | Język zachodniofryzyjski
  - Języki wysokoniemieckie
    - Języki niemieckie
      - → Język hunsrik
      - Języki środkowoniemieckie
        - Języki wschodnio-środkowoniemieckie → Język niemiecki | Język górnosaksoński | Język dolnośląski | Język wilamowski
        - Języki zachodnio-środkowoniemieckie → Język pensylwański | Język palatynacki | Język rypuaryjski
          - Języki mozelsko-frankońskie → Język luksemburski

      - Języki wysokoniemieckie
        - → Język wschodniofrankoński
        - Języki alemańskie → Język Colonia Tovar | Język szwajcarski | Język szwabski | Język Walser
        - Języki bawarsko-austriackie → Język bawarski | Język cymbryjski | Język huttrisch | Język Mócheno

    - Języki jidysz → Język jidysz wschodni | Język jidysz zachodni

  - Języki dolnosaksońsko-dolnofrankońskie
    - Języki dolnofrankońskie → Język afrikaans | Język niderlandzki | Język limburski | Język flamandzki | Język zelandzki
    - Języki dolnosaksońskie → Język achterhoeks | Język drents | Język groningski | Język plautdietsch | Język sallands | Język wschodniofryzyjski | Język dolnoniemiecki | Język stellingwerfs | Język twents | Język veluws | Język westfalski

### V.Języki greckie(helleńskie)
- Języki attyckie → Język kapadocki | Język grecki (nowogrecki) | Język grecki klasyczny† | Język pontyjski | Język jewanik†
- Języki doryckie → Język cakoński

### VI.Języki indoirańskie

#### VI.1.Języki indoaryjskie
- → Język sanskrycki(†)
- Języki indoaryjskie przejściowe
  - Języki indoaryjskie przejściowe wschodnie
    - Języki indoaryjskie wschodnio-środkowe → Język awadhi | Język bagheli | Język ćhattisgarhi | Język hindi fidżyjskie | Język kamar | Język surgujia
    - Języki pahari wschodnie → Język doteli | Język jumli | Język nepalski

  - Języki indoaryjskie zachodnie
    - → Język domaaki
    - → Język powari
    - Języki bhili → Język bareli palya | Język bareli pauri | Język bareli rathwi | Język bauria | Język bhilali | Język bhili | Język chodri | Język dhodia | Język dubli | Język dungra bhil | Język gamit | Język garasia adiwasi | Język garasia radźput | Język mawchi | Język nahali | Język noiri | Język pardhi | Język rathawi | Język wagdi
    - Języki dom → Język domari
    - Języki gudźarati → Język aer | Język gudźarati | Język dźandawra | Język koli kaczi | Język koli parkari | Język koli wadiyari | Język saurasztryjski | Język vaghri | Język vasavi
    - Języki khandesi → Język ahirani | Język dangi | Język khandesi
    - Języki pahari
      - Języki pahari środkowe → Język kumauni
      - Języki garhwali → Język garhwali
      - Języki pahari zachodnie → Język bhadrawahi | Język bhattiyali | Język bilaspuri | Język czambeali | Język czurahi | Język dogri | Język gaddi | Język hinduri | Język dźaunsari | Język kangri | Język khah | Język kinnauri pahari | Język mandeali | Język pahari kullu | Język pahari mahasu | Język pangwali | Język sirmauri

    - Języki pendżabskie
      - → Język pendżabski (wschodni)
      - Języki zachodniopendżabskie (lahnda) → Język hindko północny | Język hindko południowy | Język jakati (inku) | Język khetrani | Język pahari-potwari | Język zachodniopendżabski | Język saraiki

    - Języki radżastani
      - Języki marwari → Język dhatki | Język dhundari | Język goaria | Język godwari | Język jogi | Język loarki | Język marwari (indyjski) | Język marwari (pakistański) | Język merwari | Język mewari | Język szekhawati
      - niesklasyfikowane → Język bagri | Język gudźari | Język gurgula | Język haroti (harauti) | Język lambadi | Język lohar Gade | Język malwi | Język nimadi

    - Języki romskie
      - Języki romskie bałkańskie → Język romski bałkański
      - Języki romskie północne → Język romski bałtycki | Język romski karpacki | Język kalo | Język sinti | Język romski walijski
      - Języki vlax → Język vlax

    - niesklasyfikowane → Język mewati | Język parija | Język sonha
- Języki indoaryjskie zewnętrzne
  - Języki indoaryjskie zewnętrzne wschodnie
    - Języki bengalsko-asamskie → Język asamski | Język bengalski | Język bisznuprija-manipuri | Język czakma | Język chatgaya (czittagoński) | Język hajong | Język halbi | Język kewat | Język kharia thar | Język kurmukar | Język lodhi | Język mal paharia | Język mirgan | Język nahari | Język radźbanszi | Język rangpuri | Język rohingya | Język sylheti | Język tangchangya
    - Języki bihari → Język bhodźpuri | Język sarnami (karaibskie hindustani) | Język kudmali | Język magadhi | Język maithili | Język madźhi | Język musasa | Język panchpargania | Język sadri | Język sadri oraon | Język surdźapuri
    - Języki orija → Język bhatri | Język bhunjia | Język bodo parja | Język desiya | Język kupia | Język odia | Język orija | Język reli | Język sambalpuri
    - niesklasyfikowane → Język angika | Język bote | Język buksa

  - Języki indoaryjskie północno-zachodnie
    - Języki dardyjskie
      - Języki Czitralu → Język kalasza | Język khowar
      - Języki kaszmirskie → Język kaszmirski
      - Języki kohistańskie (środkowodardyjskie) → Język bateri | Język czilisso | Język degano | Język gawri | Język gowro (kalami) | Język kohistański induski | Język mankiyali | Język tirahi | Język torwali
      - Języki kunar → Język dameli | Język gawar-bati | Język grangali (nangalami) | Język szumaszti
      - Języki paszai → Język paszai północnowschodni | Język paszai północnozachodni | Język paszai południowowschodni | Język paszai południowozachodni
      - Języki szina → Język brokskat | Język kalkoti | Język kundal szahi | Język palula | Język sawi | Język szina | Język szina kohistański | Język uszodźo (uszodźi)

    - Języki sindhi → Język dźadgali | Język kaććhi | Język lasi | Język luwati | Język sindhi | Język sindhi bhil

  - Języki indoaryjskie południowe
    - → Język marathi
    - Języki konkani → Język katkari | Język konkani | Język konkani goański | Język kukna | Język phudagi | Język samvedi | Język warli
    - Języki syngalesko-malediwskie → Język malediwski | Język syngaleski | Język weddyjski
    - niesklasyfikowane → Język bhalay | Język dekański | Język gowlan | Język varhadi-nagpuri
- Języki hindi zachodnie
  - Języki bundeli → Język bundeli
  - Języki hindustani
    - → Język hindi
    - → Język urdu
    - Języki sansi → Język kabutra | Język sansi

  - niesklasyfikowane → Język bhaya | Język bradź | Język ghera | Język gowli | Język haryanvi | Język kanaudźi
- Języki tharu
  - → Język tharu Kathariya
  - → Język tharu Rana
  - Języki tharu wschodnie → Język tharu centralny | Język tharu Dangaura | Język tharu środkowowschodni
- niesklasyfikowane → Język andh | Język bazigar | Język czinali | Język danuwar | Język darai | Język dewas rai | Język kanjari | Język kumal | Język lohar Lahul | Język memoni | Język oadki | Język pali(†) | Język vaagri booli

#### VI.2.Języki irańskie
- → Język awestyjski†
- Języki wschodnioirańskie
  - Języki północno-wschodnioirańskie  → Język osetyjski | Język jagnobijski
  - Języki południowo-wschodnioirańskie
    - Języki pamirskie
      - → Język iszkaszmi
      - → Język mundżański
      - → Język sangleczi
      - → Język wachański
      - → Język yidgański
      - Języki szugni-jazgulami → Język sarikoli | Język szugnański | Język jazgulamski

    - Języki paszto → Język paszto środkowy | Język paszto północny | Język paszto południowy | Język waneci
- Języki zachodnioirańskie
  - Języki północno-zachodnioirańskie
    - Języki beludżi → Język beludżi wschodni | Język beludżi południowy | Język beludżi zachodni | Język baszkardi | Język koroszi
    - Języki kaspijskie → Język giliański | Język mazanderański | Język szahmirzadi
    - Języki środkowoirańskie → Język asztiani | Język dari zoroastryjski | Język fars północnozachodni | Język gazi | Język khunsari | Język natanzi | Język nayini | Język parsi | Język parsi-dari | Język sivandi | Język soi | Język vafsi
    - Języki kurdyjskie → Język środkowokurdyjski | Język północnokurdyjski (kurmandżi) | Język południowokurdyjski | Język laki
    - Języki ormuri-paraczi → Język ormuri | Język paraczi
    - Języki semnani → Język lasgerdi | Język sangisari | Język semnani | Język sorkhei
    - Języki tałyskie → Język alviri-vidari | Język esztehardi | Język gozarkhani | Język harzani | Język kabatei | Język kajali | Język karingani | Język kho’ini | Język koresz-e rostam | Język maraghei | Język razajerdi | Język rudbari | Język szahrudi | Język takestani | Język tałyski | Język taromi górny (tacki)
    - Języki zaza-gorani → Język bajelani | Język gurani | Język sarli | Język szabak | Język zazaki północny | Język zazaki południowy
    - niesklasyfikowane → Język dezfuli

  - Języki południowo-zachodnioirańskie
    - Języki fars → Język fars | Język lari
    - Języki luri → Język bachtiarski | Język kumzari | Język luri północny | Język luri południowy
    - Języki perskie → Język aimaq | Język bucharski | Język dari | Język dehwari | Język dzhidi | Język hazaragi | Język pahlawani | Język perski | Język tadżycki
    - Języki tackie → Język tacki (islamski) | Język judeo-tacki

#### VI.3.Języki nuristańskie
- → Język aszkun
- → Język waigali (kalasza-ala)
- → Język kamviri
- → Język kati
- → Język tregami
- → Język prasuni (wasi-weri)

#### VI.4. niesklasyfikowane
- → Język badeszi

### VII.Języki italskie(†)
- Języki latynofaliskie(†) → Język łaciński(†)
- Języki romańskie
  - Języki wschodnioromańskie → Język arumuński | Język rumuński | Język istrorumuński | Język meglenorumuński
  - Języki italo-zachodnie
    - Języki italo-dalmatyńskie (italoromańskie) → Język istriocki | Język włoski | Język judeowłoski | Język neapolitańsko-kalabryjski | Język sycylijski
    - Języki zachodnioromańskie
      - Języki gallo-iberyjskie (gallo-ibero-romańskie)
        - Języki galloromańskie
          - Języki gallo-italskie → Język emilijski | Język liguryjski | Język lombardzki | Język piemoncki | Język romaniolski | Język wenecki
          - Języki gallo-retyckie
            - Języki d’oïl
              - Języki francuskie → Język francuski | Język francuski Cajun | Język jèrriais | Język pikardyjski | Język waloński
              - Języki d’oïl południowowschodnie → Język arpitan (franko-prowansalski)

            - Języki retyckie (retoromańskie) → Język friulski | Język ladyński | Język romansz

        - Języki iberoromańskie
          - Języki wschodnioiberyjskie → Język kataloński
          - Języki d'òc → Język oksytański | Język szuadit
          - Języki zachodnioiberyjskie
            - Języki astursko-leońskie → Język asturyjski | Język mirandyjski
            - Języki kastylijskie → Język estremadurski | Język ladino | Język hiszpański | Język hiszpański Charapa
            - Języki portugalsko-galicyjskie → Język fala | Język galicyjski | Język minderico | Język portugalski

      - Języki pirenejsko-mozarabskie
        - Języki pirenejskie → Język aragoński

  - Języki południoworomańskie
    - Języki korsykańskie → Język korsykański
    - Języki sardyńskie →  Język kampidański | Język gallurski | Język logudorski | Język sassarski

### VIII.Języki ormiańskie
- → Język ormiański
- → Język zachodnioormiański